# Cyrus Baldridge
Cyrus Leroy Baldridge (* 27. Mai 1889 in Alton, Illinois; † 6. Juni 1975 in Santa Fe, New Mexico) war ein US-amerikanischer Illustrator, Maler, Grafiker und Kosmopolit.

## Leben
Cyrus Leoy Baldridge war ein Sohn des Küchenartikel-Verkäufers Cyrus Baldridge und seiner Ehefrau Eliza Burgdorf. Er hatte von frühester Kindheit an Kunstunterricht erhalten, unter anderem beim Illustrator Frank Holme in Chicago. Später studierte er durch ein Stipendium Englische Literatur an der University of Chicago. Nach dem Abschluss des Studiums war er während des Ersten Weltkriegs als Kriegsillustrator mit den amerikanischen Streitkräften in Europa an der französischen Front. In Paris arbeitete Baldridge bei der Stars and Stripes, einer acht-Seiten Truppenzeitung. Innerhalb kürzester Zeit machte er Bekanntschaft mit den Journalisten Harold Ross, Alexander Woollcott, Franklin Pierce Adams und Jane Grant.
Anfang der 1920er Jahre ging Baldridge zusammen mit seiner Ehefrau Caroline Singer, eine Schriftstellerin, auf Weltreise. In folgenden Ländern machten sie Station: Japanisches Kaiserreich, Republik China, Chōsen, Afghanistan, Persien und Nordafrika. Im Jahr 1925 hielt er sich in Peking auf, wo er etliche Bilder mit Darstellungen bekannter Plätze Pekings machte. Zurück in New York City arbeitete Baldridge als Buchillustrator, Maler und Grafiker. 1947 schrieb er seine Autobiografie Time and Chance.
1951 zog das Ehepaar Baldridge nach Santa Fe, wo seine Frau weiterhin Artikel für die Zeitungen The New York Times und der The New Yorker schrieb. Er malte und zeichnete wie besessen, wiederholte, variierte und zitierte seine Themen immer wieder. Nach dem Tod seiner Frau im Jahre 1962 zog er sich immer weiter in seine Arbeit zurück. In den 1970er Jahren hatte Baldridge eine Reihe von kleinen Schlaganfällen und Demenzschwierigkeiten; am 6. Juni 1975 beging er mit seiner Pistole Suizid.

## Werke (Auswahl)

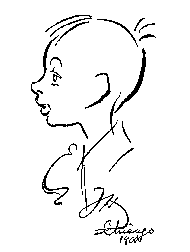
Cyrus Baldridge im Alter von 10 Jahren